# 펫코 파크
펫코 파크(Petco Park)는 미국 캘리포니아주 샌디에이고에 있으며, 현재 샌디에이고 파드리스가 2004년 개장부터 사용하고 있는 미국의 야구장이다.
41,164명을 수용할 수 있다. 2006년 월드 베이스볼 클래식 준결승, 결승과 2009년 월드 베이스볼 클래식이 열렸던 곳이기도 하다.
펫코 파크는 펜스마다 거리가 다 다르게 건설된 경기장으로 유명하다. 2016년 메이저 리그 올스타전이 열린 곳이다. 
| 메이저 리그 베이스볼 올스타전 개최 경기장 |                  |             |
| 2015년                                    | 2016년 펫코 파크 | 2017년      |
| 그레이트 아메리칸 볼 파크                 | 2016년 펫코 파크 | 말린스 파크 |
|                                           |                  |             |
|                                           |                  |             |

## 같이 보기
- 메이저 리그 베이스볼의 야구장 목록